# Agency Village
Agency Village è un census-designated place (CDP) degli Stati Uniti d'America della contea di Roberts nello Stato del Dakota del Sud. La popolazione era di 181 abitanti al censimento del 2010. Il villaggio è la casa dei Sisseton Wahpeton Oyate ed è la sede del Sisseton Wahpeton College. Il villaggio ospita una serie di powwow, uno dei quali si svolge ogni anno poco prima del giorno dell'Indipendenza. Questi powwow all'aperto attirano un gran numero di turisti nell'area. La comunità è composta principalmente da membri della tribù.

## Geografia fisica
Secondo lo United States Census Bureau, il CDP ha una superficie totale di 14,79 km², dei quali 14,79 km² di territorio e 0 km² di acque interne (0% del totale).
Agency Village si trova all'interno dell'Agency Township e fa parte della riserva indiana di Lake Traverse. Anche se non è incorporata, ha un ufficio postale con lo ZIP code 57262, che condivide con la vicina Sisseton.

## Società

### Evoluzione demografica
Secondo il censimento del 2010, la popolazione era di 181 abitanti.

### Etnie e minoranze straniere
Secondo il censimento del 2010, la composizione etnica del CDP era formata dal 6,08% di bianchi, lo 0,55% di afroamericani, l'89,5% di nativi americani, lo 0% di asiatici, lo 0% di oceanici, lo 0,55% di altre razze, e il 3,31% di due o più etnie. Ispanici o latinos di qualunque razza erano il 2,21% della popolazione.